# Susanne Brantl

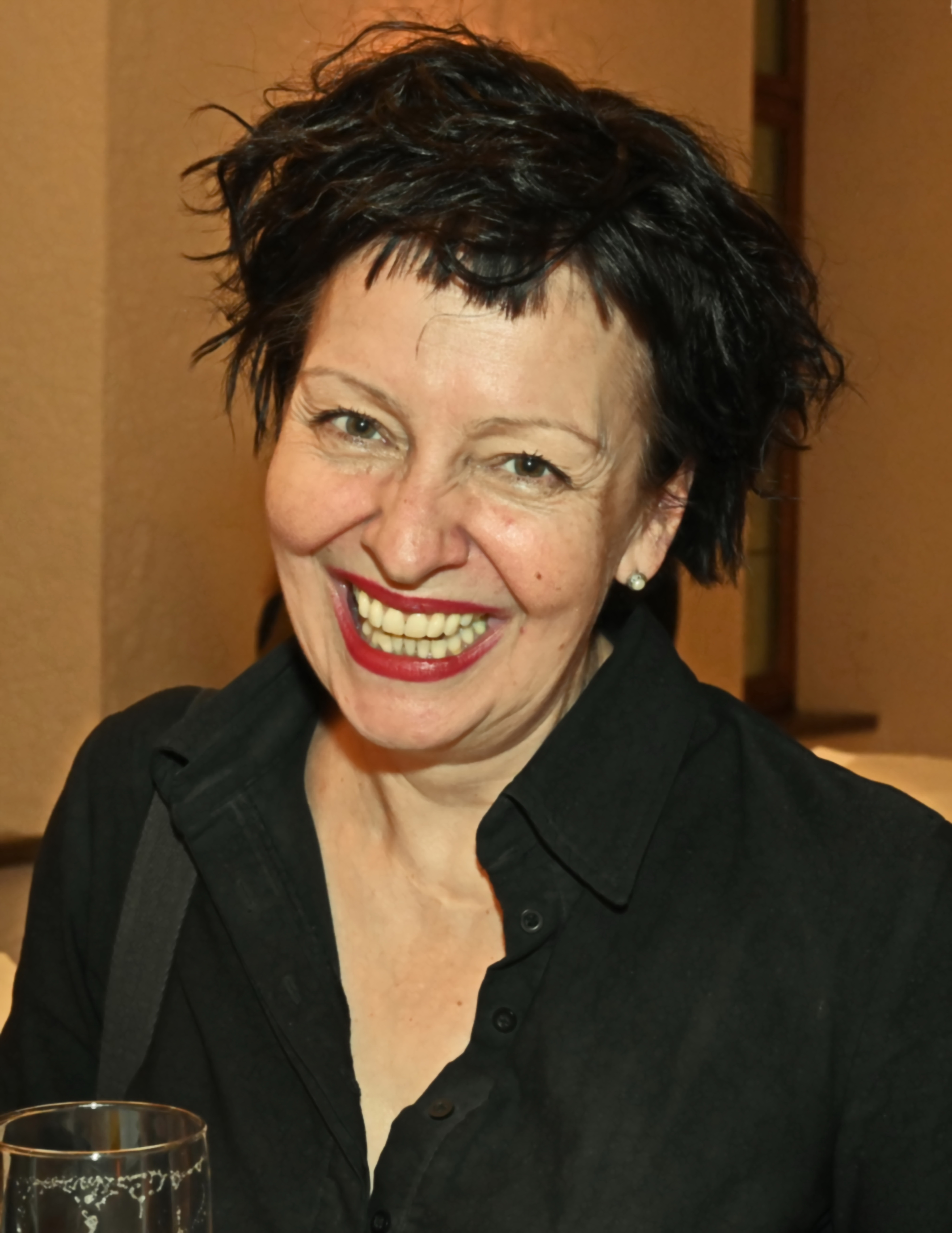
Susanne Brantl, 2020

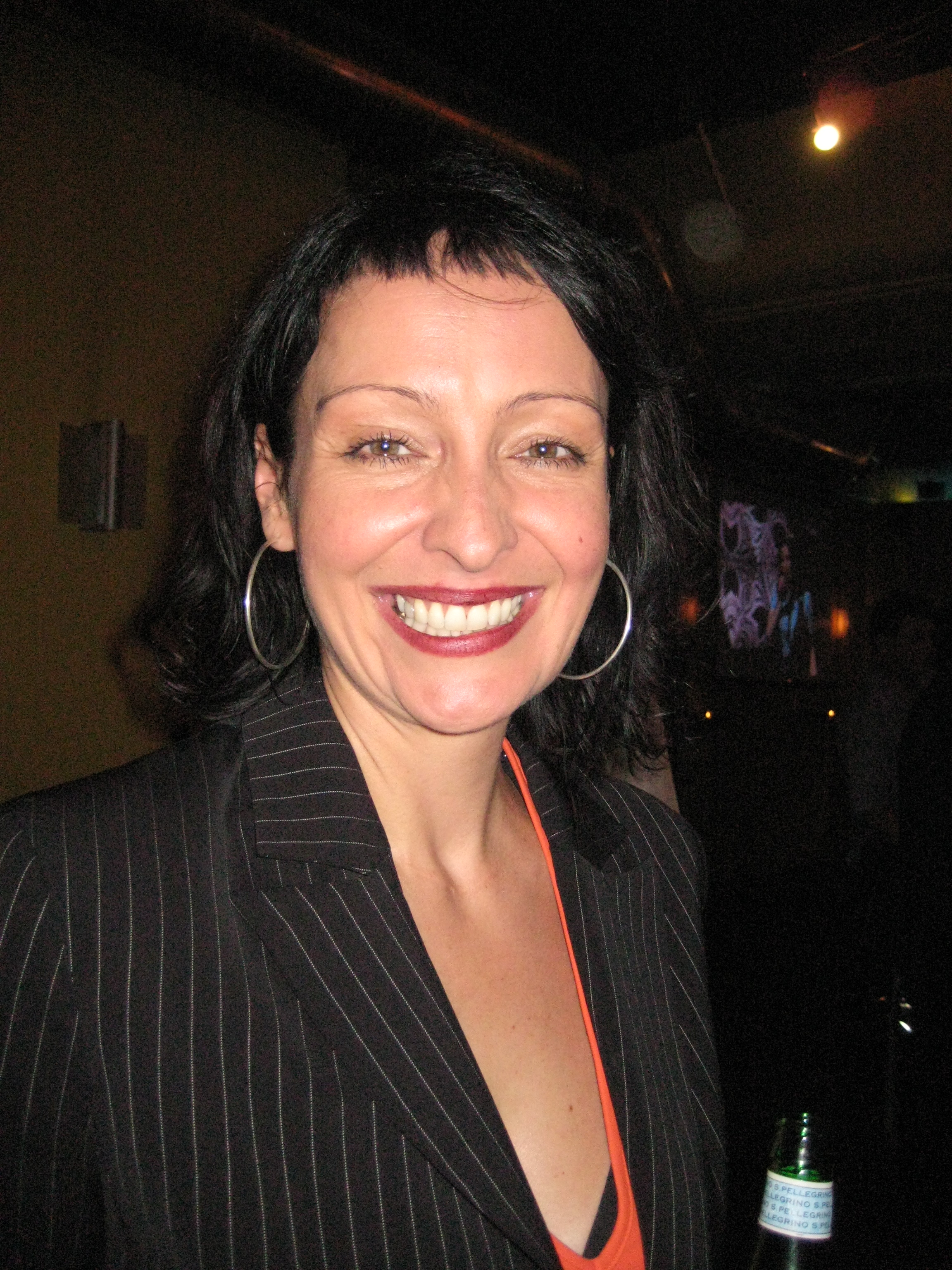
Susanne Brantl

Susanne Brantl (geboren 26. April 1967 in München) ist eine deutsche Kabarettistin, Diseuse, Schauspielerin, Regisseurin und Autorin.

## Leben
Susanne Brantl studierte von 1988 bis 1996 Theaterwissenschaften und Germanistik an der LMU München. Von 1990 bis 1994 absolvierte sie eine Schauspielausbildung, unter anderem am Lee Strasberg Theatre & Film Institute in New York und von 1995 bis 2000 studierte sie Gesang bei Hilde Rehm (Staatstheater am Gärtnerplatz) und bei Veneta Radòeva (Staatsoper Bulgarien und Oper Bremen).

## Filmografie (Auswahl)
- 1995–1998: Chiemgauer Volkstheater
  - 1995: Fahr ma euer Gnaden – als Franzi Gschwandner
  - 1995: Der Millibankerl-Krieg – als Elfi Ederer
  - 1996: Der Sündenfall – als Anni Bärmoser
  - 1996: Der Paradebayer – als Susanne Wirnhart
  - 1996: Der Ehestreik – als Pepi
  - 1997: Zwei Väter zuviel – als Traudi Ecker
  - 1997: Warmes Herz und kalte Güsse – als Silvie, Krankenschwester
  - 1997: Der Meisterboxer – als Coletta Corolani, Tänzerin
  - 1997: Die Keuschheitskonkurrenz – als Leni Pointner, Kellnerin
  - 1998: Das fünfte Gebot – als Maria, Bäuerin
- 2003: Der Komödienstadel – Das Attenhamer Christkindl – als Schwester Liobera
- 2005: Die Rosenheim-Cops
- 2008: Spezlwirtschaft
- 2018: Hubert ohne Staller
- 2019: Schmucklos

## Werk
1991 war Susanne Brantl Gründungsmitglied des fastfood-Improvisationstheaters, dem sie bis 1996 angehörte. Von 1992 bis 1996 gastierte sie bei TV-Produktionen des Chiemgauer Volkstheaters. Seitdem arbeitete sie bei zahlreichen Theater- und TV-Produktionen mit (u. a. die Titelrolle in der Hexe von Schongau von Herbert Rosendorfer und 2005 in Auf geht’s zur Wiesn als Vroni von Quast). Seit 1996 entwickelt sie eigene Kabarettprogramme und Chansonabende.
Besondere Beachtung gewann das Theaterstück Das Leben ohne Zeitverlust, das teilweise verschollene Texte Erich Kästners aus der Zeit der Zusammenarbeit mit Edmund Nick im Münchner Kabarett Die Schaubude in eine Spielhandlung integrierte. Kästners Texte in den Arrangements von Nick waren von der Tochter des Komponisten, Dagmar Nick, verwahrt gewesen und dem Team aus Susanne Brantl, Gerold Huber (Klavier) und Eva Demmelhuber (Regie) für eine Neuinterpretation zur Verfügung gestellt worden.

### Programme
- Miss B. Have & The Cruise Swingers (Salonorchester; 2008)[1]
- Das Leben ohne Zeitverlust (Gesang; Kästner / Nick; Regie: Eva Demmelhuber) 2006
- Robin Hood, ein jeder Depp kann ein Held sein (Comedy, Klamauk, Kabarett, Politsatire; Susanne Brantl, Severin Groebner, Thilo Matschke, Werner Winkler) 2006
- Mafia-Show (Revue; Susanne Brantl, Joseph Hannesschläger, Thilo Matschke, Reinhold Florian) 2006
- Unterm Nerz trägt man besser nichts (Gesang; Brantl) 2005
- Sex, Geld und die hohe Kunst (Brantl) 2005
- Das Leben ohne Zeitverlust (Gesang; Kästner / Nick; Regie: Georg Blüml unter Mithilfe von Joseph Hannesschläger) 2005
- Rezept zum Glücklichsein (Gesang; Kurt Tucholsky / Mascha Kaléko u. a.; Regie: Joseph Hannesschläger) 2004
- Stoßseufzer einer Dame in bewegter Nacht (Gesang; Brantl) 2004
- the shadow of your style (Gesang; Noël Coward / Brantl; Regie: Joseph Hannesschläger) 2001
- Trouble Men (Gesang; Kurt Weill / Brantl) 2000
- Hilde Brandt ist deine beste Freundin (Solokabarett; Regie: Michael Altinger) 1998
- Mitternachtslieder (Gesang; Wilfried Hiller / Michael Ende Susanne Brantl/Joseph Hannesschläger, Regie: Wilfried Hiller) 1996

### CDs
- Rezept zum Glücklichsein. (Chansons von Edmund Nick; Klavier: Gerold Huber, Russki Record)
- Das Leben ohne Zeitverlust. (Gedichte von Erich Kästner in der Vertonung von Edmund Nick; Klavier: Gerold Huber) 2003
- The Shadow of Your Style. (Klavier: Martin Kubetz) 2001
- Trouble Men. (Musik: NO GOODS) 2000

### Regie
- Anna Lang: Wie ich 108 Jahre alt wurde. Dokumentarfilm über die 107-jährige Anna Lang, Regie und Autorin: Susanne Brantl, Teil der Doku-Reihe Lebenslinien des BR (Bayerischer Rundfunk), 45 Minuten.[2]